# Ejiri-juku

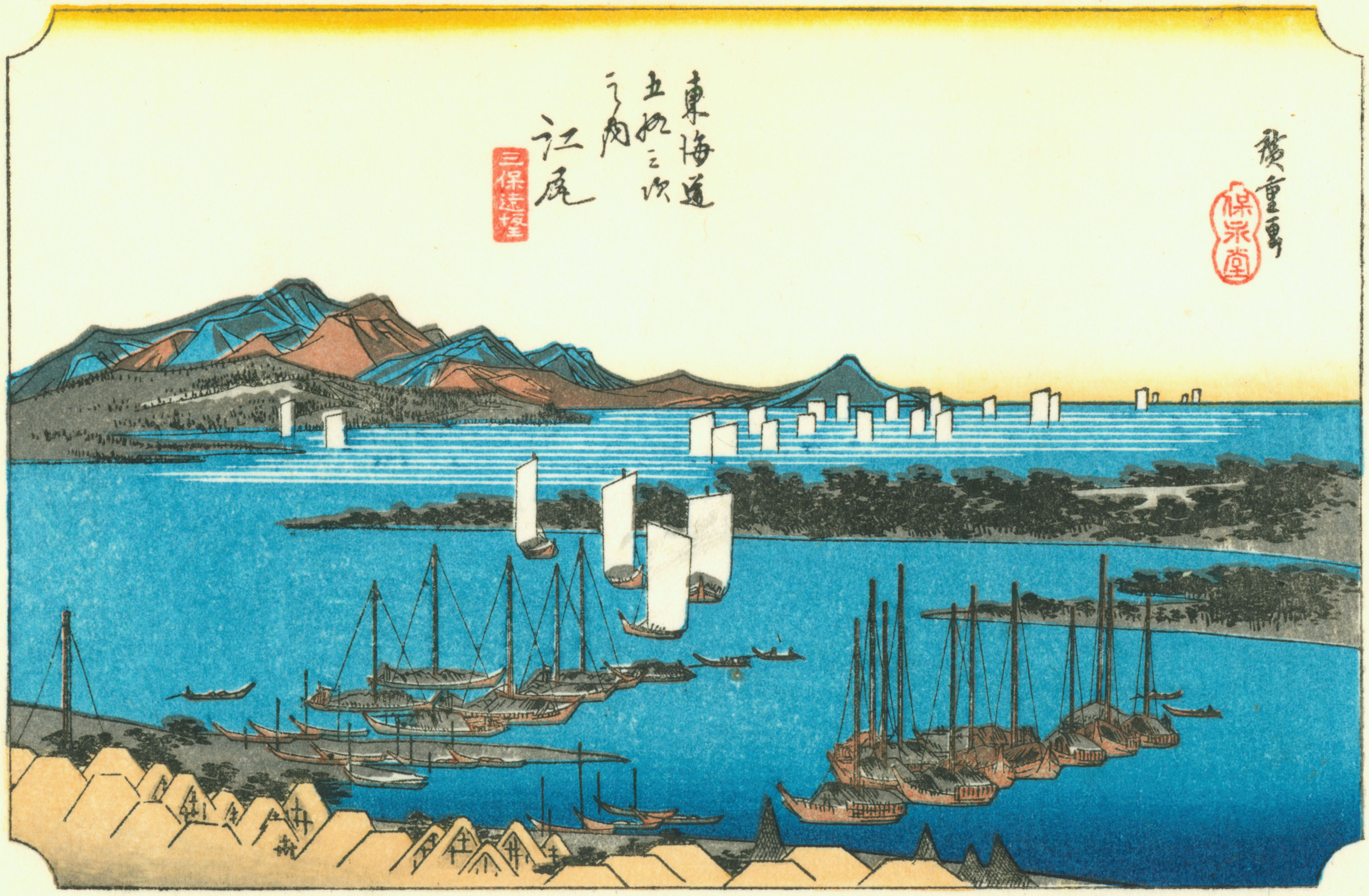
Ejiri-juku dans les années 1830, estampe de Hiroshige de la série les Cinquante-trois Stations du Tōkaidō.

Ejiri-juku (江尻宿, Ejiri-juku) était la dix-huitième des cinquante-trois stations de l'axe de circulation japonais Tōkaidō. Elle fait partie des quatre anciennes stations, ou relais, situées dans ce qui fait aujourd'hui partie de la zone de Shimizu-ku de Shizuoka, dans la préfecture de Shizuoka, au Japon. Cette station se trouvait à 3,4 km d'Okitsu, la station précédente.

## Histoire
Ejiri-juku était la jōkamachi (ville-château) du château d'Ejiri construit en 1570, mais Ejiri-juku ne fut pas officiellement désignée shukuba avant le début du XVIIe siècle. Au sommet de sa prospérité, cette étape possédait deux honjin, trois honjin secondaires et 50 hatago parmi ses 1 340 bâtiments, pour une population d'environ 6 500 habitants. Ejiri-juku donna son nom à la gare de chemin de fer originelle jusqu'à ce que celle-ci soit renommée gare de Shimizu en 1934.
L'estampe classique ukiyoe d'Ando Hiroshige (édition Hoeido) de 1831-1834 montre une vue de Miho no matsubara avec des bateaux ancrés au premier plan devant le village de pêche, avec d'autres embarcations dans la baie de Suruga.